# Bernarda Fink
Bernarda Fink (Buenos Aires, 29 de agosto de 1955) es una mezzosoprano argentina de ascendencia eslovena residente en Europa desde 1985. En 1999 recibió el Diploma al mérito de la Fundación Konex y en 2009 recibió el Premio Konex de Platino.

## Biografía
Descendiente de inmigrantes eslovenos, sus hermanos (el bajo-barítono Marcos Fink y la mezzosoprano Verónica Fink) la secundan a menudo en recitales. 
Estudió en el Instituto Superior de Arte del Teatro Colón, en Buenos Aires. En 1985 ganó el primer premio Nuevas Voces Líricas trasladándose a Europa. 
Bernarda Fink ha cantado con las principales orquestas europeas, la Orquesta Filarmónica de Viena, London Philharmonic, Gewandhaus Leipzig, Radio-France Philharmonic, Orchestre National de France, Akademie für Alte Musik Berlin, English Baroque Players, I Solisti Veneti, les Musiciens du Louvre y Musica Antiqua Köln bajo la dirección de René Jacobs, Philippe Herreweghe, John Eliot Gardiner, Nikolaus Harnoncourt, Trevor Pinnock, Neville Marriner, Marc Minkowski, Roger Norrington, Mariss Jansons, Valery Gergiev, Colin Davis, Riccardo Muti y Kent Nagano.
Es solista en las óperas de Ginebra, Praga, Montpellier, Salzburgo, Barcelona, Innsbruck, Rennes, Buenos Aires, Ámsterdam y en recitales en Salzburgo, Viena, Tokio, Montreux, BBC Proms, Barbican Centre, Wigmore Hall de Londres, Théâtre des Champs Elysées, Carnegie Hall, Festival de Tanglewood, Concertgebouw Ámsterdam, Konzerthaus de Viena y Sidney Opera House.
Su participación en las lides del movimiento historicista, especialmente en los oratorios de Bach, no le ha impedido frecuentar otros repertorios. Entre sus grabaciones y presentaciones como recitalista se cuentan Frauenliebe und Leben de Schumann, Lieder de Brahms, Antonín Dvořák, Hugo Wolf, Schubert, Mozart, Haydn, Manuel de Falla, Joaquín Rodrigo, las Wesendonck Lieder de Richard Wagner, Les Nuits d'Été de Berlioz, Shéhérazade de Ravel, Das Lied von der Erde de Mahler, las Biblical Songs de Antonín Dvořák y un reciente registro dedicado íntegramente a canciones de compositores argentinos (Alberto Ginastera, Carlos Guastavino, Carlos López Buchardo y Astor Piazzolla entre otros).
Entre sus roles en ópera se destacan Dorabella en Cosí fan tutte y Sesto en La clemenza di Tito de Mozart, Angelina en La Cenerentola de Rossini, Cornelia de Giulio Cesare y Goffredo en Rinaldo de Händel, Ottavia y Penélope de Monteverdi, Hansel en Hansel y Gretel y Orfeo en Orfeo y Eurídice de Gluck.
Reside actualmente en la provincia de Carintia, Austria, casada con el diplomático austriaco Valentin Inzko (ex Alto Representante Internacional para Bosnia y Herzegovina) con quien tiene dos hijos. En 2009 recibió el Premio Konex de Platino como la más importante cantante femenina de la última década en Argentina.

## Discografía de referencia
- A. Scarlatti: Il Primo Omicidio / Jacobs
- Bach: Cantatas Bwv 6 & 66 /Gardiner, Monteverdi Choir
- Bach: Christmas Oratorio / Gardiner
- Bach: Christmas Oratorio / Harnoncourt
- Bach: Motets / René Jacobs, Rias Kammerchor
- Bach: Cantatas / Mullejans
- Bach: Whitsun Cantatas / Gardiner, English Baroque
- Berlioz: Nuits D'été; Ravel: Shéhérazade / Fink, Nagano
- Brahms: Lieder / Bernarda Fink, Roger Vignoles
- Canciones Amatorias / Bernarda Fink, Roger Vignoles
- Canciones Argentinas / Marcos Fink, Carmen Piazzini
- Canciones Españolas / Spiri
- Chausson: Concert, Mélodies / Fink, Ensemble Ader
- C. Kittel: Arien Und Kantaten / Jacobs
- Caldara: Maddalena Ai Piedi Di Cristo / Jacobs
- Dvořák: Lieder / Fink, Vignoles
- Dvořák: Moravian Duets, Canciones Bíblicas/ Genia Kühmeier - Berner
- Gluck: Orfeo & Euridice / Jacobs
- Handel: Giulio Cesare / Jacobs, Concerto Köln
- Handel: Messiah / Mccreesh, Gabrieli Consort & Players
- Handel: Rinaldo / Hogwood
- Haydn: Schöpfungsmesse, Harmoniemesse / Gardiner,
- Haydn: Songs / L. Milne, B. Fink, Ainsley, Vignoles
- Mahler: Sinfonía 2 / Concertgebouw Orchestra / Jansons
- Mahler: Sinfonía 3 / Concertgebouw Orchestra / Jansons
- Monteverdi: L'incoronazione Di Poppea / Gardiner
- Monteverdi: L'orfeo / René Jacobs
- Mozart: Così Fan Tutte / Jacobs, Concerto Köln
- Mozart: Idomeneo / Jacobs
- Mozart: La clemenza di Tito / Jacobs
- Mozart: Requiem / Harnoncourt
- Rameau: Hippolyte Et Aricie / Minkowski
- Scarlatti: Griselda / Jacobs
- Schubert: Lieder / Bernarda Fink, Gerold Huber
- Schumann: Das Paradies Und Die Peri / John Eliot Gardiner
- Schumann: Frauenliebe Und Leben / Fink, Vignoles
- Verdi: Requiem / Harnoncourt, Vienna Philharmonic
- Wolf: Eichendorff Lieder / Genz, Fink, Vignoles

## Reconocimientos
- Diploma al mérito de la Fundación Konex 1999.
- Medalla Honoraria de Austria de las Artes y las Ciencias.
- Premio Konex de Platino 2009